# Schiavone (torrente)
Il torrente Schiavone (ji tuerrend Shchiav'n nel dialetto locale) è un corso d'acqua a regime torrentizio della provincia di Pescara, che nasce nel comune di Civitella Casanova, ad un'altitudine compresa tra i 1.475 e i 1.485 m s.l.m., sul monte Cima della Cioccola e confluisce nel comune di Civitaquana nel torrente Nora.
La portata delle acque deriva tuttavia da due sorgenti: la prima, posta a 1481 m sul suddetto monte, è denominata Fonte dei Trocchi ed è situata nel Bosco Battituro; la seconda sorgente, più ricca di acque risorgive perenni e abbondanti, è denominata Fonte Madonna la cui portata si attesta intorno ai 5 m³/s. Questa confluisce con il torrente Fosso dei Trocchi originando il torrente Rivo Chiaro non permettendo mai il disseccamento del torrente, alimentato anche da affluenti minori. Scorre per circa 15 km, quasi interamente nel territorio del comune di Civitella Casanova.

## Sorgenti
La prima sorgente che segna l'inizio vero e proprio del corso d'acqua, al quale si aggiungeranno altri affluenti, è Fonte dei Trocchi; la seconda sorgente di Fonte Madonna, conosciuta anche col nome di Rivo Chiaro, è posta, a 1205 m s.l.m., in corrispondenza dell'accesso alla riserva regionale Voltigno e Valle d'Angri (piana del Voltigno), sul monte Colle Madonna: essa è ricca di acque e costituisce, con il confluire del torrente da essa stessa alimentato, il Rivo Chiaro, nel Fosso dei Trocchi, un grande contributo in termini di acque per il Torrente Schiavone.
L'acqua scorre vorticosamente tra il Colle Madonna e il monte Cimoni e forma la cascata del Rivo Chiaro, la quale grazie alle gelate invernali viene utilizzata per arrampicate sulla parete di ghiaccio. Da questo punto in poi la denominazione del torrente è più nota ed ufficializzata come Torrente Schiavone.

## Corso del torrente
Il corso del torrente entra nel comune di Villa Celiera e ritorna quindi nel territorio di Civitella Casanova, dove scorre nella valle sovrastata dal centro abitato in un letto ghiaioso. Passa quindi nel territorio di Vicoli, dove costeggia i confini dei due comuni, e ancora in quello di Civitaquana, dove confluisce da destra nel torrente Nora, a sua volta affluente del fiume Pescara, dopo aver percorso complessivamente 15 km.

## Affluenti
I principali affluenti dello Schiavone sono due, entrambi da destra:
- torrente Festina: si forma dalla confluenza di torrenti minori originanti da sorgenti potabili che sgorgano ai piedi del monte Colle Madonna, al confine tra i comuni di Civitella Casanova e di Carpineto della Nora, poco più in alto di una sorgente di acqua sulfurea: la fonte più rilevante è la sorgente Festina, a 950 m s.l.m. e avente una portata media di 0,5 m³/s. Il torrente, ricco di acque limpide e chiare per tutto l'anno, tende a disseccarsi completamente in estate. Scorre costeggiando la parte ovest del paese quasi parallelamente al suo immissario immettendovisi nella zona sormontata dalla collina della chiesetta di San Giovanni.
- torrente del Tamburo: nasce da una sorgente non perenne posta a 585 m s.l.m. ed è spesso in secco durante l'estate, pur avendo un ampio letto. Scorre fra la valle del suo immissario e la collina del paese, gettandosi nello Schiavone in corrispondenza del "secondo ponte", sotto il quale è situato il depuratore del paese.

Altri affluenti minori sono quelli che si generano dagli inghiottitoi del sistema acquifero del Voltigno e di Campo Imperatore e dipendenti dalle precipitazioni: questo significa che non sono da considerare come veri e propri affluenti in quanto non perennemente staibili data la loro origine non da una sorgente perenne.

## Fattori che influenzano la portata delle acque
La portata delle acque è influenzata soprattutto dalle variazioni climatiche: esse infatti consentono periodi di abbondante piena durante l'inverno e nelle stagioni intermedie di primavera ed autunno, mentre in estate il letto del fiume non viene occupato tutto: nella parte sormontata da Civitella, infatti, dove la pendenza non è scoscesa, le acque scorrono nella parte destra, mettendo a rilievo i ciottoli e la ghiaia della sponda sinistra. Ciò accade poiché il fiume in questo punto ha un letto ghiaioso e argilloso, mentre se si risale verso la sorgente si nota un letto scavato nella roccia che limita l'assorbimento delle acque dal terreno. Inoltre si evidenzia particolarmente il fatto dell'intubazione delle acque ad uso civile e potabile, che spiegherebbe i motivi di magra in estate, dove la scarsità di piogge non favorisce il rinnovo delle falde acquifere e quindi l'acqua della sorgente intubata è minore, al contrario dei periodi di piena invernali soprattutto, dove le acque sorgive superano le quantità intubate e possono defluire a valle.

## Fauna
Il fiume è popolato specialmente dalla trota fario.

## Storia
Ai tempi del periodo fiorente dell'Abbazia di Casanova a Civitella, i cistercensi avevano creato una piccola deviazione del fiume, allora poteva essere definito tale, in modo che parte di esso scorresse sotto il pavimento della cucina dell'abbazia, ove era situato un pozzo che permetteva l'approvvigionamento delle acque anche in inverno. 
L'abbazia si sviluppò in questo punto per i vantaggi che il fiume offriva: oltre al sopra citato, sono da sottolineare l'illimitata disponibilità di acqua fresca e potabile in estate, utilizzata anche per coltivare, e la risorsa di trote: quando essi decidevano infatti di mangiare pesce, potevano procurarlo recandosi al fiume o semplicemente calando una rete nel pozzo della cucina dove scorreva parte del fiume; ritirandola su avrebbero avuto modo di cuocere e mangiare tutte le trote che rimanevano imprigionate nella rete.